# Azeglio
Azeglio (piemonti nyelven Asèj) egy olasz község (comune) a Piemont régióban.

## Személyek
- Luigi Cesare Bollea

## Galéria

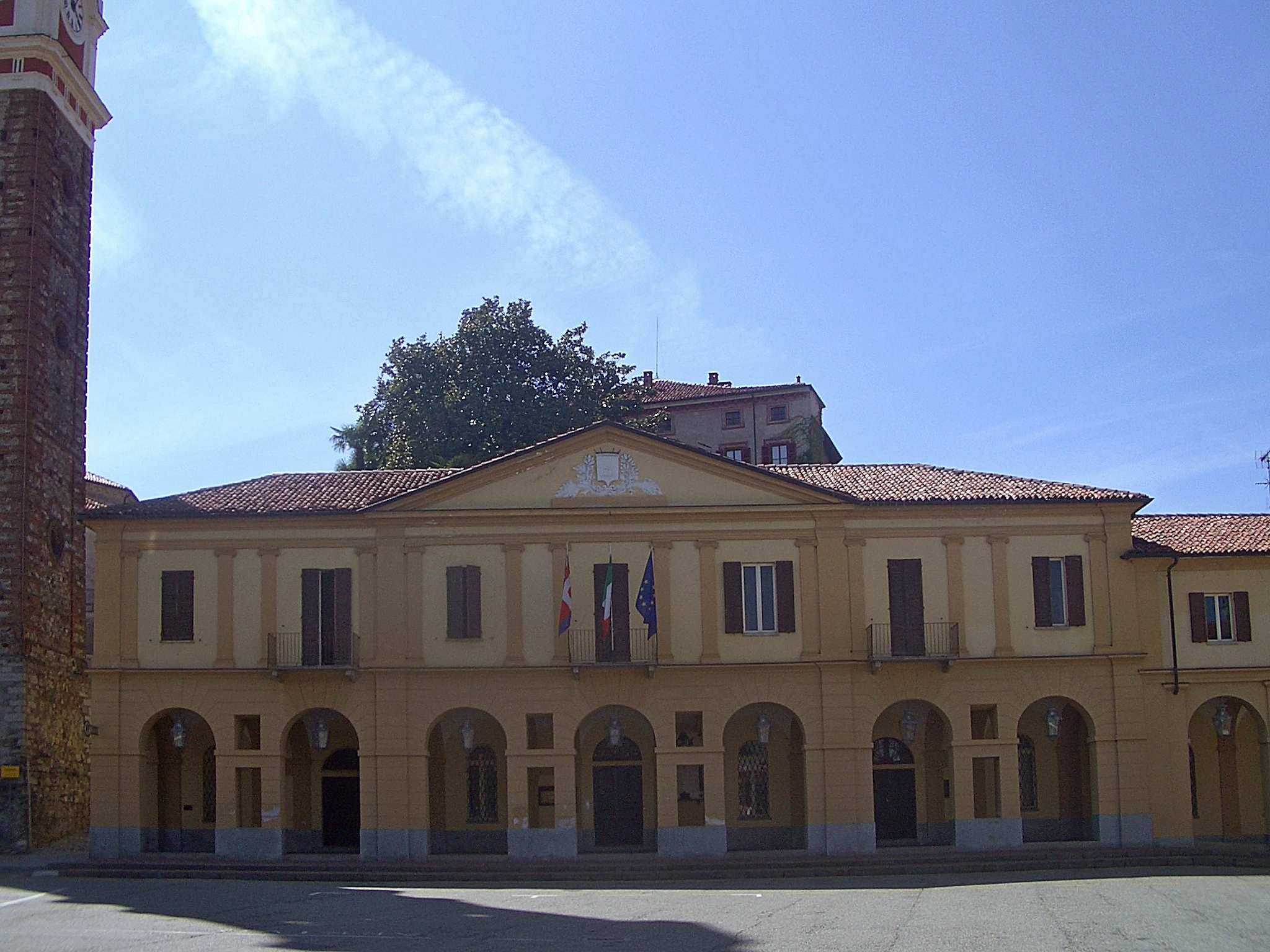
Községháza
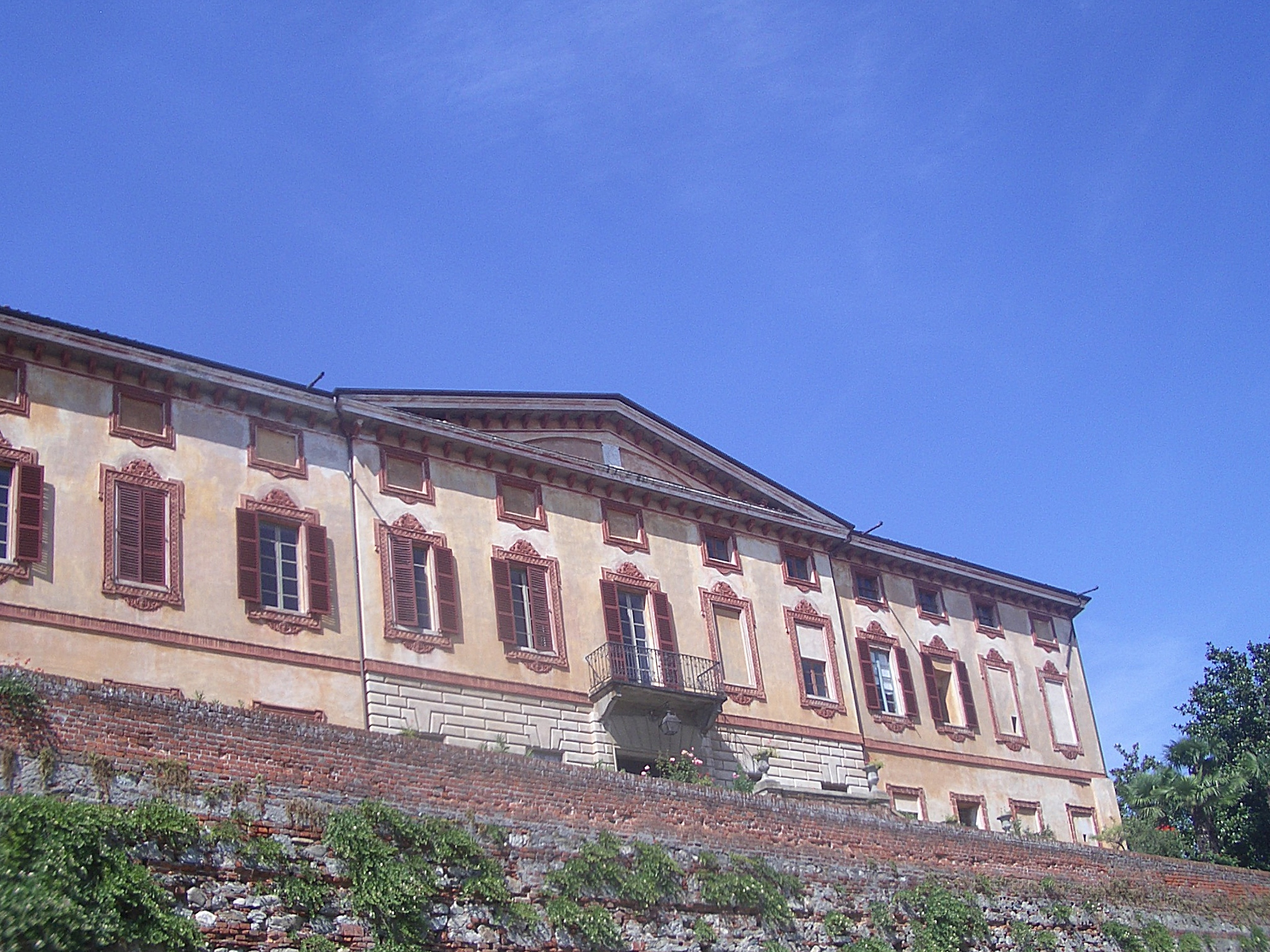
Kastély
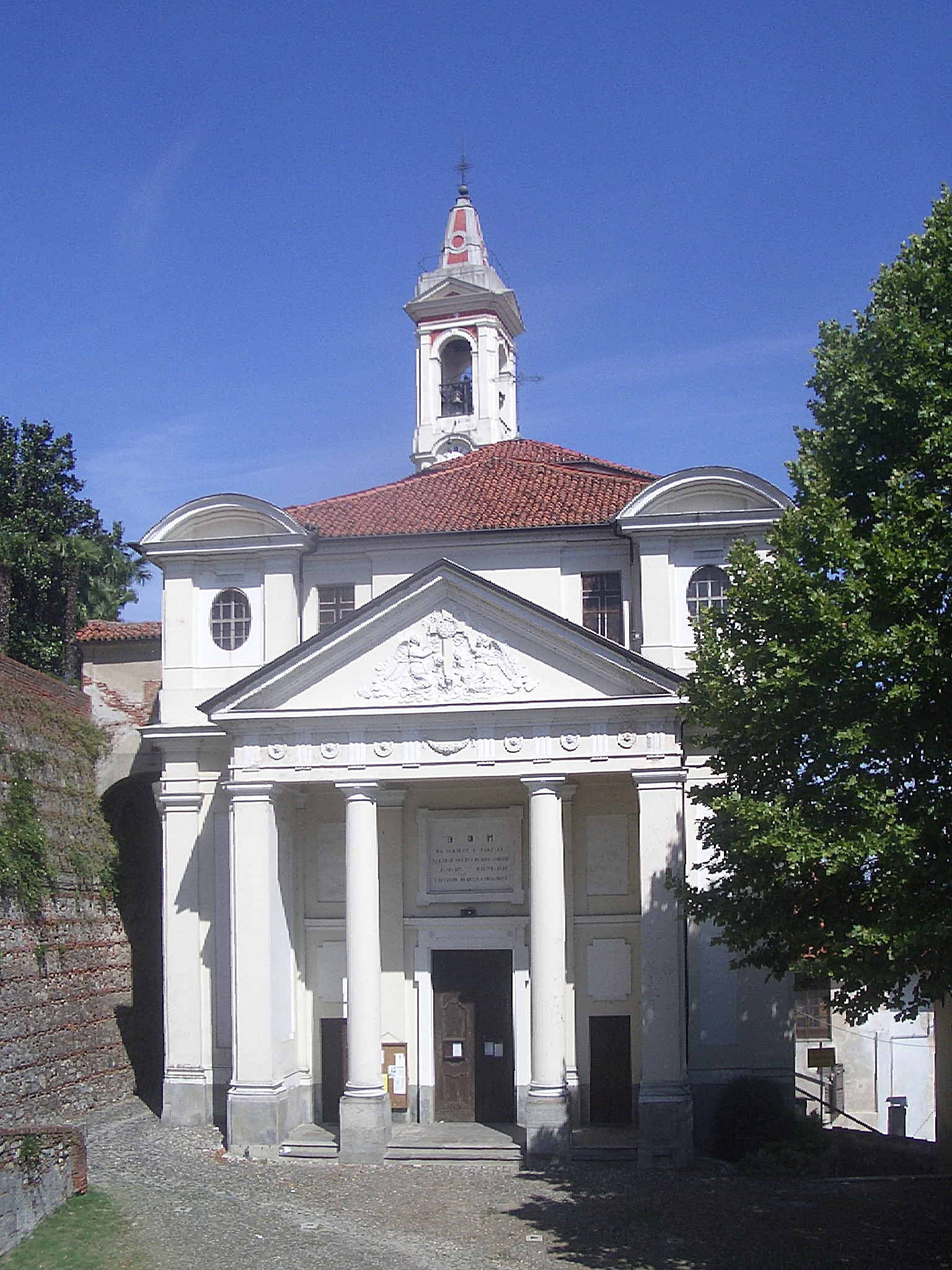
San Martino-templom
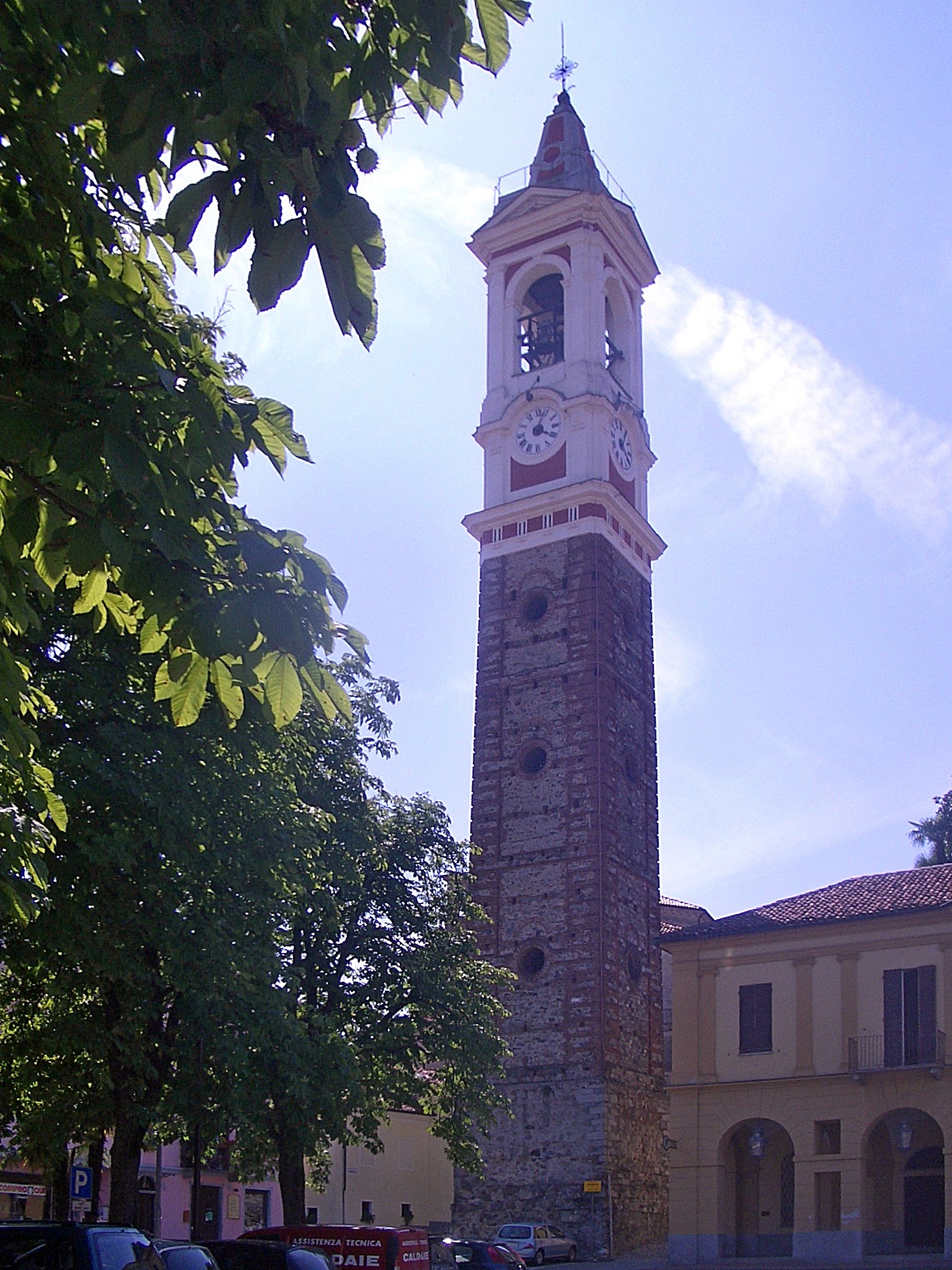
Torony